# Georg Handsch
Georg Handsch, auch Georg Handsch von Limus (* 20. März 1529 in Böhmisch Leipa (Česká Lípa), Leitmeritzer Kreis, Königreich Böhmen; † 1578 ebenda), war ein deutsch-böhmischer Arzt und Humanist.

## Leben und Wirken
Georg Handsch wurde in eine deutschsprachige böhmische Familie geboren. Sein Vater Wenzel Handsch war Stadtrat in Böhmisch Leipa. Seine Mutter starb bei der Geburt des siebenten Kindes, als Georg zehn Jahre alt war. Seine erste Ausbildung erhielt Handsch in Böhmisch Leipa. Ab 1544 besuchte er die von Valentin Trotzendorf geleitete Lateinschule in Goldberg im Herzogtum Liegnitz. 1546 begab er sich nach Prag. Er wurde Hilfslehrer an der Schule von Matthaeus Collinus. Durch Collinus vermittelt, erhielt er Unterstützung durch Jan Hodějovský z Hodějova.

### Jan Hodějovský z Hodějova
Als Assistent des Prager Arztes Ulrich Lehner von Kaub wandte Handsch sich nach 1548 der Medizin zu.
Im September 1550 begleitete er Karl von Dietrichstein, der in der Collinus-Schule sein Schüler gewesen war, nach Padua. In Padua wurde sein Interesse an der Botanik geweckt. 1553 erhielt er in Ferrara einen medizinischen Doktorgrad. Im Herbst 1553 nach Prag zurückgekehrt, war er für kurze Zeit Assistent des Arztes Andrea Gallo.
Jan Hodějovský z Hodějova lud Handsch zu dieser Zeit mehrfach in sein Schloss in Repitz ein. Dort betraute er ihn mit den Vorbereitungsarbeiten zur Herausgabe von vier Bänden mit den Werken von Dichtern, die durch Hodějovský unterstützt wurden (Farragines poematum 1561–1562).
Zusammen mit Georgius Vabruschius und Thomas Mitis wurde Handsch im Mai 1556 in den Adelsstand erhoben. Er wählte den Zusatz „von Limus“.

### Pietro Andrea Mattioli
Der italienische Arzt-Botaniker Pietro Andrea Mattioli wurde 1554/55 durch den Habsburger Ferdinand I. nach Prag berufen und zum Leibarzt seines Sohnes Ferdinand von Tyrol bestimmt. Im Frühling 1561 trat Handsch in Prag in die Dienste von Mattioli ein. Er unterstützte ihn einerseits in der medizinischen Praxis, andererseits wurde Handsch in ein Projekt eingebunden, das Mattiolis Dioskurides-Kommentar in tschechischer Sprache und in deutscher Sprache zugänglich machen sollte. In der Werkstatt des Prager Druckers Georg Melantrich von Aventin erschienen dazu:
- 1561 eine Ausgabe in lateinischer Sprache.[2]
- 1562 eine Übersetzung ins Tschechische durch den Astronomen Thaddaeus Hagecius.[3]
- 1563 eine Übersetzung ins Deutsche durch Georg Handsch: New Kreüterbuch. Mit den allerschönsten vnd artlichsten Figuren aller Gewechß / dergleichen vormals in keiner sprach nie an tag kommen. Von dem Hochgelerten vnd weitberumbten Herrn Doctor Petro Andrea Matthiolo … Erstlich in Latein gestellt. Folgendts durch Georgium Handsch / der Artzney Doctorem verteutscht / vnnd endtlich zu gemeinem nutz vnd wolfart Deutscher Nation in druck verfertigt. … Gedruckt zu Prag / durch Georg Melantrich von Aventin auff sein vnd Vincenti Valgriß Buchdruckers zu Venedig vncosten. 1563.[4]

Vermutlich dank Mattiolis Unterstützung wurde Handsch schließlich zum Leibarzt des Erzherzogs Ferdinand von Tyrol ernannt. Ende der 1560er Jahre verließ er zusammen mit dem Hofstaat des Erzherzogs Prag und begab sich nach Innsbruck, wo er als Arzt praktizierte und gleichzeitig die Funktion eines Leibarztes auf Schloss Ambras ausfüllte. Zunehmend kränklich, starb er 1578 bei einem Aufenthalt in seiner Heimatstadt Leipa.

### Der Nachlass. Die Praxisjournale
Der Nachlass von Handsch verblieb im Schloss Ambras, darunter über 4,000 Seiten persönlicher Aufzeichnungen in Latein, meist über Patienten, die von ihm, von seinen Lehrern und einigen anderen Ärzten, mit denen er bekannt war, oder mit denen er zusammengearbeitet hatte, behandelt wurden. Diese Praxisjournale erlauben einen Einblick in die ärztliche Praxis in der zweiten Hälfte des 16. Jahrhunderts. Die Bibliothek von Schloss Ambras – und damit auch die Praxisjournale von Handsch – gelangten 1665 nach Wien. Sie werden dort in der Österreichischen Nationalbibliothek aufbewahrt.